# Walt Disney Studios Home Entertainment
Walt Disney Studios Home Entertainment — американский дистрибьютор подразделения Disney Platform Distribution, занимающееся производством и распространением фильмов на физических носителях (DVD и Blu-ray). Была основана в 1987 году под названием Buena Vista Home Video. Штаб-квартира находится в Бербанке, Калифорния, США.

## Предыстория
До того, как компания Disney начала выпускать домашнее видео, она лицензировала некоторые свои картины для MCA DiscoVision для недавно разработанного формата диска, позже названного LaserDisc. Согласно веб-сайту Blam Entertainment Group, в котором представлены подробные сведения о выпусках DiscoVision, на DiscoVision фактически были выпущены только шесть картин Disney. Одним из них был художественный фильм Похищенный. Оставшиеся пять были сборниками короткометражных мультфильмов Диснея. Соглашение Disney с MCA закончилось в декабре 1981 года.

## История
В 1980 году Disney создала собственную видеораспределительную структуру — Walt Disney Telecommunications and Non-Theatrical Company (WDTNT) во главе с президентом Джимом Джимирро. Домашнее видео не считалось основным рынком Диснея в то время, поэтому WDTNT также занимался маркетингом других разных вспомогательных предметов, таких как 8-миллиметровые плёнки для домашнего использования.
4 марта 1980 года Disney впервые в своей истории лицензировал 13 фильмов для выпуска на видеокассетах, которые были предназначены для аренды в сети Fotomat. В соглашении указаны арендные ставки в размере от 7,95 долл. США до 13,95 долл. США. Эта первая партия фильмов компании на VHS и Beta включала 10 картин: «Дракон Пита», «Чёрная дыра», «Фольксваген-жук», «Побег на ведьмину гору», «Дэви Крокетт, король дикой границы», «20 000 льё под водой», «Набалдашник и метла», «The North Avenue Irregulars», «Озорная шайка» и «Горячий свинец и холодные ноги»; и три сборника коротких мультфильмов, ранее выпущенных DiscoVision. Позже, 30 декабря 1980 года, был лицензирован ещё один фильм, «Мэри Поппинс».
В декабре 1980 года Walt Disney Home Video объявило о расширенной программе для «авторизованных дилеров» и в первой половине 1981 года начала расширять свою дилерскую сеть. С 1 января по 31 марта 1981 года Disney провёл рекламную акцию, чтобы поощрять дилеров к регистрации. Также компания предложила бесплатный прокат 7-минутной видеокассету Mickey Mouse Disco для клиентов, которые арендовали какой-либо фильм у авторизованного дилера в период с февраля по май 1981 года.
Большинство студий, работавших на рынке видеокассет в то время, пытались помешать сдаче в аренду видеокассет с кинофильмами. Так, Magnetic Video (предлагавшая на рынке картины 20th Century Fox и других крупных студий) прекратила вести бизнес с Fotomat после того, как эта сеть начала сдавать в аренду кассеты с её фильмами. Disney специально выпускал кассеты для продажи в белых корпусах и для проката в синих корпусах. Это позволяло представителям компании лучше выяснять, нарушали ли дилеры их дилерские соглашения, сдавая в аренду кассеты, предназначенные для продажи. Подобная политика продолжались до 1984 года.
В конце 1980-х годов Disney начал искать новых партнёров для распространения своего видео и решил заключить сделки с такими крупными сетями как Target, Caldor и Walmart. В 1989 году Disney стремилась к контролю за распространением своих продуктов за счёт исключения использования стойки. Примерно в это время, студия начала сотрудничать с крупными ритейлерами для проведения совместных рекламных кампаний.
13 февраля 1987 года была зарегистрирована компания Buena Vista Home Video. В апреле 1996 года в рамках слияния Disney-CC/ABC, Buena Vista Home Video была переведена из группы Disney Television and Telecommunications в Walt Disney Studios. В 1997 году Buena Vista Home Video было переименовано в Buena Vista Home Entertainment.

## Структура компании
В настоящее время компания распространяет диски Blu-ray и DVD-диски под следующими брендами: Disney, ABC Signature, Freeform, Marvel, ESPN, Lucasfilm и Touchstone Home Entertainment. Компания использовала ранее для распространения бренд Buena Vista Home Entertainment (сохранилась в некоторых странах, таких как Франция), Hollywood Pictures Home Entertainment, Miramax Home Entertainment, Dimension Home Video и Miramax/Dimension Home Entertainment.

## Лицензиары
- Anchor Bay Entertainment[англ.] (до 2002)
- The Criterion Collection
- Kino Lorber[англ.] (2017-н. в.)
- Lionsgate Home Entertainment[англ.] (часть телекаталога Disney/ABC)
- MGM Home Entertainment[англ.]/20th Century Fox Home Entertainment (кинокаталог ABC)
- Mill Creek Entertainment[англ.] (до 2016)

## Анимация
Первым из анимационных картин Disney, которая вышла на видеокассету, был «Дамбо» в июне 1981 года, предназначенный только для проката. «Множество приключений Винни-Пуха» были выпущены для проката и продажи в то же время. «Алиса в Стране чудес» на видео была выпущена в октябре 1981 года только для проката. «Весёлые и беззаботные» был выпущен на видео в 1982 году.